# Sovimont
Sovimont est un hameau du village de Floreffe, dans l’Entre-Sambre-et-Meuse, en province de Namur (Belgique). Administrativement il fait partie de la commune de Floreffe, en Région wallonne. Avant la fusion des communes de 1977, Sovimont faisait déjà partie de la commune de Floreffe .

## Étymologie
Étymologiquement le mot 'Sovimont' serait une contraction de l'expression 'sur le vieux mont'.

## Géographie

### Situation
Ce hameau est bâti au sud de Floreffe sur un promontoire dominant deux petites vallées creusées par des ruisseaux (ruisseau de Bois du Duc) - à l'ouest et à l'est du hameau -  et se rejoignant au nord pour se jeter dans la Sambre à Floreffe. Ces vallées sont empruntées par trois routes nationales : à l'ouest la route nationale 90 (Charleroi à Namur et Liège) puis la route nationale 922 montant vers Sart-Saint-Laurent et Châtelet et à l'est, la route nationale 928 montant vers Buzet et les Six-Bras de Bois-de-Villers. 
Le hameau s'est transformé en agréable cité-dortoir de la ville de Namur: de longues rues aux villas quatre-façades avec petit jardin. Seules quelques maisons ont plus de cinquante ans. La place centrale de Sovimont (altitude: 190 m) se trouve au carrefour de quatre rues: la rue du Curé Deroyer, la rue Maurice Toussaint, la rue de Naugimont et la rue de la Damejelle.

## Patrimoine
- L'église Saint-Joseph fut bâtie entre 1897 et 1901 en pierre calcaire[1]. Elle se trouve au coin de la rue Maurice Toussaint et de la rue des Hayettes.
- La côte de Sovimont est connue des coureurs-cyclistes. Montant de Floreffe vers le hameau et longue d'un kilomètre elle a un dénivelé de 74 mètres. La pente moyenne est de 9%.
- Au lieu-dit 'Froidebise' (sud du hameau), se trouve une  potale en pierre calcaire de la première moitié du XIXe siècle[2].

## Vie associative
Le village possède une école de l'enseignement catholique. Le village possède un vignoble associatif ('Vitis Flores')